# Jacques N'Guea
Jacques N'Guea (Loum, Camerún francés, 8 de noviembre de 1955-Yaundé, Camerún, 31 de mayo de 2022) fue un futbolista de Camerún que jugó en la posición de delantero.

## Carrera

### Club
Jugó toda su carrera con el Canon Yaoundé de 1972 a 1987 con el que fue campeón nacional en ocho ocasiones, ganó siete copas nacionales, dos veces ganador de la Copa Africana de Clubes Campeones y la Recopa Africana 1979.

### Selección nacional
Jugó para Camerún en siete ocasiones de 1980 a 1984, participó en la Copa Mundial de Fútbol de 1982 y en dos ediciones de la Copa Africana de Naciones.

## Muerte
N'Guea murió en Yaundé el 31 de mayo de 2022 a los 66 años a causa de una larga enfermedad.

## Logros

### Club
- Primera División de Camerún (8): 1970, 1974, 1977, 1979, 1980, 1982, 1985, 1986
- Copa de Camerún (7): 1973, 1975, 1976, 1977, 1978, 1983, 1986
- Copa Africana de Clubes Campeones (3): 1978, 1980
- Recopa Africana (1): 1979

### Selección nacional
- Copa Africana de Naciones (1): 1984